# Protaetia marceani
Protaetia marceani är en skalbaggsart som beskrevs av Xavier Montrouzier 1857. Protaetia marceani ingår i släktet Protaetia och familjen Cetoniidae. Inga underarter finns listade i Catalogue of Life.